# Batalha do Porto de Galveston
A Batalha do Porto de Galveston, ou Batalha da Baía de Galveston foi uma batalha naval entre a República do Texas e México, no Porto de Galveston em 26 de agosto de 1837. Após o fim da Revolução do Texas] em 1836, o México e a República recém-declarada do Texas esporadicamente lutou no mar. Texas, com a esperança de conquistar a independência e México, na esperança de retomar o controle sobre o Texas.

## Batalha
Em 26 de agosto de 1837, Texas com o navio da Marinha Invincible, comandado pelo comodoro Thompson, escoltado pelo Brutus no porto de Galveston. Brutus era um navio premiado mexicano, Obispo e Invincible ancorados no canal durante a noite e no dia seguinte ela foi atacada por Vencedor del Alamo e Libertador. Brutus pronto para a ação e tentou ajudar Invincible mas encalhou em um banco de areia na entrada do porto. Invincible foi deixado sozinho para combater os dois navios de guerra mexicanos.
As duas embarcações mexicanas tentaram embarcar no navio texiano várias vezes, mas foram obrigados a interromper suas ações por causa da manobra do Invincible. Depois de um envolvimento prolongado, o Invincible tentou fugir da batalha, mas, devido à maré rasa, emperrou seu leme na barra do porto e encalhou. Invincible foi, então, destruído em pedaços pela rebentação até que seu casco desapareceu completamente nas próximas 48 horas.

## Consequência
Com o naufrágio das escunas Invincible e Brutus, a primeira marinha do Texas estava no fim. O governo do Texas, em seguida, começaram a adquirir novas embarcações para a segunda marinha do Texas. O local do naufrágio de um dos navios que participam da batalha pode ter sido descoberto em 1995 pela National Undersea Marine Agency.

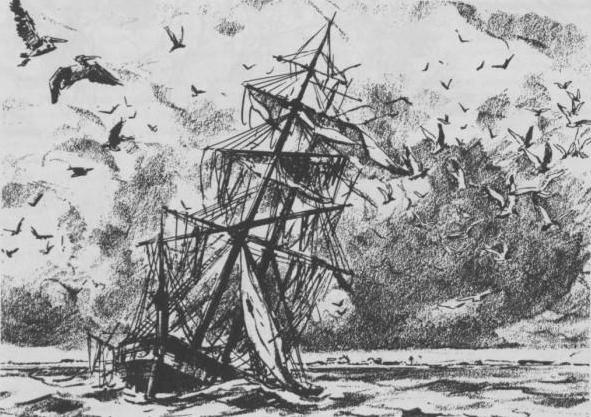
O fim do Invincible, 1837
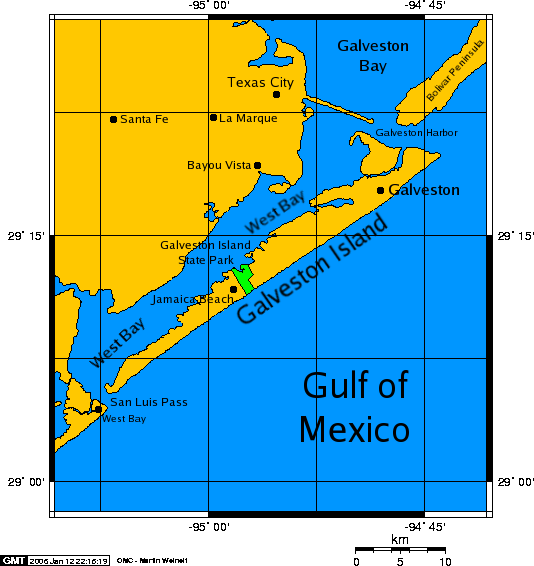
Mapa da região